# Das bessere Leben
Das bessere Leben (Originaltitel Elles, polnischer Titel Sponsoring) ist ein französisch-polnisch-deutsches Filmdrama aus dem Jahr 2011, bei dem Małgorzata Szumowska Regie führte und auch am Drehbuch mitarbeitete. Die Hauptrollen des Films sind besetzt mit Juliette Binoche, Anaïs Demoustier und Joanna Kulig.

## Handlung
Anne lebt in Paris und arbeitet dort als investigative Journalistin für das Modemagazin Elle, das für seine aufwändigen gesellschaftspolitischen Analysen bekannt ist. Die Mutter von zwei Kindern führt ein finanziell sorgenfreies Leben in einem hochklassigen Zuhause. Ihr älterer Sohn Florent schwänzt immer mal wieder die Schule, um zu zeichnen, und ist auch Drogen gegenüber nicht abgeneigt, ihr jüngerer Sohn Stephane hat sich in die gewalttätige Welt entsprechender Videospiele zurückgezogen, die er fast ununterbrochen spielt. Annes Ehemann ist ein Workaholic und fast nie zu Hause. Auch dann nicht, wenn Anne ihn eigentlich braucht.
Bei einer Recherche über Prostitution unter Studentinnen kommt Anne ihren beiden Interviewpartnerinnen Alicja und Lola, die tatsächlich Charlotte heißt, näher. Anne ist beeindruckt von der Unabhängigkeit, die Alicja, eine polnische Wirtschaftsstudentin, und Charlotte, eine Französin, die Prostitution mit Rauchen vergleicht – eine Sucht mit materiellen Vorteilen, demonstrieren. Alicja hat Polen auf der Suche nach einem besseren Leben in Paris verlassen. Charlotte stammt aus der französischen Provinz, die sie immer gehasst hat.
Anne ist überrascht über das selbstsichere Auftreten der beiden Studentinnen und die Entschlossenheit, die sie an den Tag legen, um ihrer Situation, in die sie hineingeboren wurden, zu entfliehen. Die Gespräche zwischen den Frauen gehen zunehmend in die Tiefe und lassen bei Anne ein beunruhigendes Gefühl zurück. Obwohl sie eigentlich diejenige ist, die all das hat, was die beiden Studentinnen anstreben, gerät ihr eigenes Leben durch die Intensität der geführten Interviews aus den Fugen. Auf einmal fängt sie an, ihre Beziehung mit ihrem Mann Patrick auf den Prüfstand zu stellen und ihre eigene Sexualität zu hinterfragen. Plötzlich gehen Anne Gedanken durch den Kopf, die sie zuvor nicht hatte, was beispielsweise würde eine Trennung von ihren Kindern bedeuten. Ihre Ehe kommt ihr steril vor und ihre täglichen Aufgaben erledigt sie nur noch widerwillig. Es war dieser Abend in Annes Leben, wie es zuvor schon viele gab, an dem sie auf Wunsch ihres Mannes als perfekte Gastgeberin seine Geschäftsfreunde bewirten musste, als ihr klar wurde, dass dieses Leben, so wie sie es jetzt führt, so weitergehen würde ohne Höhen und Tiefen und sie fühlte, wie ihre Kehle sich zuzuschnüren drohte.
Anne versucht zwar aus ihrer bürgerlichen Welt auszubrechen, findet aber keinen Ausweg aus ihrem Dilemma. Und so sitzt sie am Ende des Films letztendlich abgeschlagen und ernüchtert wieder mit ihrer Familie am Frühstückstisch.

## Produktion
| Figur                 | Darsteller               | Deutscher Sprecher      |
| --------------------- | ------------------------ | ----------------------- |
| Anne                  | Juliette Binoche         | Christin Marquitan      |
| Charlotte „Lola“      | Anaïs Demoustier         | Kirstin Hesse           |
| Alicja                | Joanna Kulig             | Anna Ewelina            |
| Patrick               | Louis-Do de Lencquesaing | Gregor Höppner          |
| Alicjas Mutter        | Krystyna Janda           | Hildegard Krekel        |
| Sadistischer Freier   | Andrzej Chyra            | Maximilian Hilbrand     |
| Saïd                  | Ali Marhyar              | Zakaria Benhamza        |
| Annes Vater           | Jean-Marie Binoche       | Ernst-August Schepmann  |
| Florent               | François Civil           | Thimo Brink             |
| Stéphane              | Pablo Beugnet            | Gustav Häcke            |
| Charlottes Mutter     | Valérie Dréville         | Susanne Dobrusskin      |
| Charlottes Vater      | Jean-Louis Coulloc’h     |                         |
| Thomas                | Arthur Moncla            | Louis Friedemann Thiele |
| Charles               | Scali Delpeyrat          | Simon Roden             |
| Colette               | Laurence Ragon           |                         |
| Colettes Ehemann      | Alain Libolt             |                         |
| junger Freier         | Swann Arlaud             | Jan van Weyde           |
| Freier mit Gitarre    | Nicolas Layani           | Fritz Stavenhagen       |
| Freier mit Leberfleck | Laurent Jumeaucourt      | Volker Wolf             |
| Rentnerin             | Jenny Bellay             | Therese Dürrenberger    |
| Sekretärin            | Martine Vandeville       | Petra Glunz-Grosch      |
| Claude                |                          | Hans-Gerd Kilbinger     |
| Claudes Frau          |                          | Marin Mainka            |

### Drehorte und Produktionsnotizen
Gedreht wurde in Paris in Frankreich sowie in Köln und Düsseldorf. Produziert wurde der Film von Slot Machine, Zentropa International Poland und Zentropa International Köln. Die deutsche Synchronfassung entstand bei der logosSynchron aus Köln.

### Soundtrack
- 7. Sinfonie in A-Dur op. 92 von Ludwig van Beethoven
- Walkürenritt aus der Oper Die Walküre von Richard Wagner
- Gloria RV 589 1. Gloria in excelsis Deo von Antonio Vivaldi
- Nocturnes fis-Moll/Des-Dur op. 48,2 von Frédéric Chopin, vorgetragen von Iwona Klimaszewska
- Pass This On von Karin Dreijer & Olof Dreijer, vorgetragen von The Knife
- Solomon, HWV 67 von Georg Friedrich Händel
- Symphony No. 2 ‚Resurrection‘ II. Andante moderato von Gustav Mahler
- Baltimore (Civil Civic Remix) von Turzi
- Les Feuilles mortes von Joseph Kosma und Jacques Prévert

### Budget und Veröffentlichung
Dem Film stand ein geschätztes Budget von 4.000.000 Dollar zur Verfügung. Weltweit spielte er 3.822.241 Dollar wieder ein.
Vorgestellt wurde er auf folgenden Festivals vorgestellt:
- Toronto International Film Festival in Kanada am 9. September 2011
- Les Arcs International Film Festival in Frankreich am 14. Dezember 2011
- Berlin International Film Festival in Deutschland am 10. Februar 2012
- Glasgow Film Festival im Vereinigten Königreich am 20. Februar 2012
- Belgrade Film Festival in Serbien am 27. Februar 2012
- Tribeca Film Festival in den Vereinigten Staaten am 22. April 2012

In den französischen Kinos lief der Film am 1. Februar 2012  unter dem Titel Elles (Arbeitstitel Sponsoring) an. In Polen kam er unter dem Titel Sponsoring am 17. Februar 2012 in die Kinos. In folgenden Ländern wurde er ebenfalls im Jahr 2012 veröffentlicht: Ungarn, Schweden, Taiwan, Belgien, Vereinigtes Königreich, Irland, Griechenland, Vereinigte Staaten (limitiert), Niederlande, Russland, Spanien, Hongkong, Estland, Serbien (in Belgrad), Brasilien, Island, Vereinigte Arabische Emirate, Mexiko, Argentinien, Italien, Südkorea, Portugal, Dänemark, Kroatien, Japan, Singapur, Australien, in der Türkei und in Venezuela. In Deutschland erfolgte der Kinostart am 29. März 2012.
Veröffentlicht wurde der Film zudem in Bulgarien, Ägypten, Indien, Indonesien, Israel, Norwegen, auf den Philippinen, in Rumänien, Südafrika, in der Ukraine.

## Rezeption

### Übersicht
Das bessere Leben erhielt ein eher schlechtes Presseecho, was sich auch in den Auswertungen US-amerikanischer Aggregatoren widerspiegelt. So erfasst Rotten Tomatoes größtenteils kritische Besprechungen und ordnet den Film damit als „Gammelig“ ein. Laut Metacritic fallen die Bewertungen im Mittel „Durchwachsen oder Durchschnittlich“ aus.

### Kritiken
In der Frankfurter Allgemeinen Zeitung befasste sich Andreas Kilb mit dem Film und bewertete ihn zusammenfassend folgendermaßen: „Man könnte Das bessere Leben also zu den vielen anderen gescheiterten Versuchen legen, Buñuels Belle de jour und Godards Vivre sa vie filmisch zu aktualisieren – wäre da nicht Juliette Binoche. Aus der mageren Skizze, die der Film ihr hinwirft, macht sie eine große Studie über bürgerliche Sehnsucht und Einsamkeit.“
Das Lexikon des internationalen Films führte aus: „Eine Journalistin schreibt für eine Mode-Zeitschrift einen Artikel über Studentinnen, die ihren aufwändigen Lebensstil durch Prostitution finanzieren. Während sie den Text zu Ende bringt und ein Abendessen für Geschäftsfreunde ihres Mannes vorbereitet, hallen die Gespräche mit zwei jungen Prostituierten in ihr nach, die an verdrängte Sehnsüchte und Begierden rühren. Die Bruchstücke aus Erinnerung, Vergegenwärtigung und Reflexion zwingt das Drama in keiner thematisch strukturierten Ordnung; vielmehr folgt es einer von drei außergewöhnlichen Schauspielerinnen getragenen assoziativen Logik, wobei die collagenhafte Fülle an Miniaturen und Diskursen um die Dialektik des Begehrens und Dilemmata der bürgerlichen Welt kreist.“
Der Kritiker Roger Ebert zeigte sich verwundert über die überraschend tiefe Darstellung in einem enttäuschend flachen Film. Die scharfsinnige und mutige Aufführung erzähle von Juliette Binoche in der Rolle einer Pariser Journalistin. Enttäuschend sei die Art und Weise wie der Film versuche, deren Leben als verheiratete Frau mit Prostitution gleichzusetzen.
Andy Buckle bewertete den Film auf der Seite Das Film Emporium und stellte fest, dass Binoche so engagiert spiele wie immer, und, obwohl ihr Auftritt bei weitem nicht so kontrovers sei wie der ihrer jüngeren Co-Stars, sei er dennoch ziemlich gewagt. Leider stecke hinter dieser Charakterstudie so gut wie keine Geschichte. In diesem Film gebe es nur wenig, was man empfehlen könne. Das Geschehen fühle sich wie eine sinnlose, seelenlose Übung an, die ein wenig selbstgefällig wirke, weil sie die Grenzen des Sex auf der Leinwand ausdehne – aber eigentlich sehr wenig zu sagen habe.
Juan José Ontiveros schrieb eine Kritik für eam cinema und stellte in Frage, dass es sich bei Annes Reportage um eine Recherche handeln könne, wenn sie gerade einmal zwei Betroffene interviewte. Weiter führte er aus, dass die Regisseurin mit unaussprechlichem Namen uns eine Geschichte über Trostlosigkeit, Hilflosigkeit, psychische Pathologie und brutalste Kälte erzählen wolle, das aber mit einer uninteressanten Handlung, die sich darauf beschränke, ein Schema zu skizzieren mit falschen Gefühlen und verdammten epidermale Handlungen. Der Film erzähle eigentlich nichts und sei eine Abfolge von Aufnahmen, deren Inszenierung nicht anziehe, ganz im Gegenteil. Schnell komme Langeweile auf.
Jean-Patrick Géraud hingegen stellte bei aVoir-aLire.com fest, dass Elles trotz einiger Unglaubwürdigkeiten und mangelnder Nüchternheit ein verstörendes Werk sei, das weniger als ‚Film über Prostitution‘ denn als Porträt einer treibenden Frau anzusehen sei. Angesichts des Reichtums, den die Problematik des Sex und seiner Darstellung biete, enttäusche Elles mit seinem Hang zum Wollen um jeden Preis. Die Kamera dringe mit einem gewissen Voyeurismus und einer leichten Selbstgefälligkeit in die bürgerlichen Innenräume ein und lasse uns viele Blowjobs, Stöhnen, Orgeln und die unterschiedlichsten Masturbationsszenen sehen und hören. Es sei vor allem Binoche, die beeindrucke und im Mittelpunkt des Films stehe.
Jack Fleischer zeigte sich, wie der weit überwiegende Teil der Kritiker, von Juliette Binoches Leistung beeindruckt und meinte, sie sei ziemlich erstaunlich, kaue die Szenerie ein wenig, tue dies aber mit ausgestrecktem kleinen Finger und bleibe bezaubernd. Fleischer zeigte sich auch angetan von der polnischen Schauspielerin Joanna Kulig und nahm an, dass man von ihr in Zukunft mehr sehen werde. Auch Demoustier sei sehr gut, ebenso wie die jungen Schauspieler, die Annes Kinder verkörperten, desgleichen einige der ‚Freier‘. Für den Kritiker tat sich jedoch die Frage auf, warum ihn das, was im Film passiere, interessieren solle. Dem Film gelinge es nie, ihn in seinen Bann zu ziehen. Einige (nicht alle) Sexszenen seien eher gruselig als zielgerichtet.
Tim Isaac schrieb auf der Seite BigGayPictureShow in mancher Hinsicht sei Elles ein interessanter Film, aber vor allem sei er enttäuschend. Er habe den Ton eines Films, der glaube, er würde tiefe Wahrheiten über das moderne Leben ans Licht bringen – komplett mit etwas langweiliger und plumper Symbolik – während es sich in Wirklichkeit eher um einen Feminismus-Studentenaufsatz aus dem Jahr 1972 handele von jemandem, der das Gefühl habe, durch ein paar Vorlesungen über Frauenstudien die Augen geöffnet zu haben, bevor er wirklich etwas über das Thema wisse. Isaacs Gesamturteil lautete, dass es einen Film brauche, der tatsächlich klug sei und nicht nur so selbstgefällig wie Elles, um sich ernsthaft mit der Stellung der Frau in der modernen Welt auseinanderzusetzen.
Ronny Dombrowski zog auf cinetastic.de Living in the Cinema das Fazit: „Mit Das bessere Leben erschafft die Dokumentar-Regisseurin Malgorzata Szumowska einen eindrucksvollen Film über das Leben zweier Pariser Escort-Damen, das sich trotz allem einfach zu fern der Wirklichkeit befindet und diesen Job womöglich sogar verharmlost.“ (Es gab sechs von zehn möglichen Filmpunkten).
Aurelia Salvatori beschäftigte sich bei Il Meglio Di Te mit dem Film und stellte fest, die Tatsache, dass man Sex ohne Reue anbiete, und diesen in finanziellen Verhandlungen einsetze, um besser und vielleicht in einer bemerkenswerten Wohnung leben zu können, sei eine aktuelle Realität, beängstigender und unerträglicher denn je, und Elles bringe das ehrlicherweise auf den Punkt.
Tobias Radlinger sah in seiner Filmkritik für critic.de eine „bewusste Anlehnung an Virginia Woolfs experimentellen Roman Mrs. Dalloway (1925), dessen Handlung, wie schon Ulysses (1922) von James Joyce, nur einen einzigen Tag umfasst und in dem auch ein Abendessen eine Rolle“ spiele. Auch in diesem Film sei es „dieser eine Tag, der die Grundfesten“ einer „bürgerlichen Identität“ erschüttere.
Oliver Armknechts Rezension für film-rezensionen fiel positiv aus. Er war der Meinung, das sei „natürlich großes Schauspielkino“, bezeichnete Juliette Binoche als „französische Ausnahmeschauspielerin“, die auch hier „im Zentrum des Interesses“ stehe, jedoch könnten „ihre beiden Kolleginnen durchaus mithalten“ und stellten „starke Kontrastpunkte und Gegenentwürfe“ da. Zusammen mit der „stilsicheren Inszenierung von Szumowska“ werde daraus „ein sehenswertes Drama, das frei von Verurteilungen“ sei und auch nicht heroisiere. Das sei „intensiv gespielt“ und gebe „interessante Einblicke in die jeweiligen Leben“, erzähle „von Sehnsucht und Einsamkeit, Lust und Selbstbehauptung“.